# NHK錦ラジオ放送所
NHK錦ラジオ放送所（エヌエイチケイにしきラジオほうそうしょ）は、岡山県岡山市南区にあるNHK岡山放送局の中波放送親局送信所である。

## 放送区域
岡山県南部を中心に電波を発射しており、その可聴範囲は東瀬戸内海の広範囲に及ぶ。また、ここから放送される第2放送は当地のNHK送信所が第2放送を送信していない場合に、それを補完するために受信する広域的な目的がある。
NHKラジオ第1放送は、同じ周波数で韓国・KBS第2放送が500kWの大出力で送信しているため、夜間は岡山市内でも混信障害が起きている。これは周波数が隣接するNHK東京第1放送（594kHz）やNHK福岡第1放送（612kHz）にも影響している。

## 歴史
- 1931年2月1日 - NHKラジオ放送（現・第1放送）開始。岡山市網浜町字赤坂ノ上（現：岡山市中区赤坂台）に送信所を置く。
- 1946年9月1日 - NHKラジオ第2放送開始。
- 1960年12月 - 第1放送と第2放送の送信所を錦ラジオ放送所に移転。

送信所が置かれた当初の住所は児島郡藤田村字錦であったが、1975年5月1日の市町村合併によりそれまでの村名が岡山市内の町名になり、さらに2009年4月1日の岡山市の政令指定都市移行により町名に南区を冠するようになった。また現在、錦の名前は小字名であるため市販の地図上に現れる事はほとんど無いが、藤田地区自体が広大であるため郵便局名など地区の区分け単位で利用されている。

## 施設
- 所在地：岡山県岡山市南区藤田字錦638番地

所在地は岡山市の南部に位置する干拓地であり、周辺は田園地帯である。ただ、開局当初は一面の田園地帯であったが、近年の岡山市の中心市街地のドーナツ化現象による人口増加で、徐々に宅地が増加している。
アンテナは地上高110.3mの頂冠負荷付円管鉄柱で、50KVAの自家発電装置を備えている。いずれの設備も第1、第2放送共用である。

## AMラジオ放送送信設備
| 周波数  | 放送局名   | コールサイン | 空中線電力 | 放送対象地域 | 放送区域内世帯数 |
| ------- | ---------- | ------------ | ---------- | ------------ | ---------------- |
| 603kHz  | NHK岡山第1 | JOKK         | 5kW        | 岡山県       | 約156万世帯      |
| 1386kHz | NHK岡山第2 | JOKB         | 5kW        | 全国放送     | 約156万世帯      |

## 周辺
- 岡山藤田錦郵便局
- 国道30号
- 宇野線（瀬戸大橋線）